# مقاطعة كالهاون (آيوا)
مقاطعة كالهاون (بالإنجليزية: Calhoun County)‏ هي إحدى مقاطعات ولاية آيوا في الولايات المتحدة الأمريكية.